# Caprella septentrionalis
Caprella septentrionalis är en kräftdjursart som beskrevs av Henrik Nikolai Krøyer 1838. Caprella septentrionalis ingår i släktet Caprella och familjen Caprellidae. Arten är reproducerande i Sverige. Inga underarter finns listade i Catalogue of Life.